# Schafhausen (Alzey)
Schafhausen ist ein Stadtteil von Alzey im rheinland-pfälzischen Landkreis Alzey-Worms und liegt ca. 3 km nordöstlich davon entfernt.

## Geographie
Schafhausen ist neben Dautenheim, Heimersheim und Weinheim einer von vier Alzeyer Stadtteilen.

## Geschichte

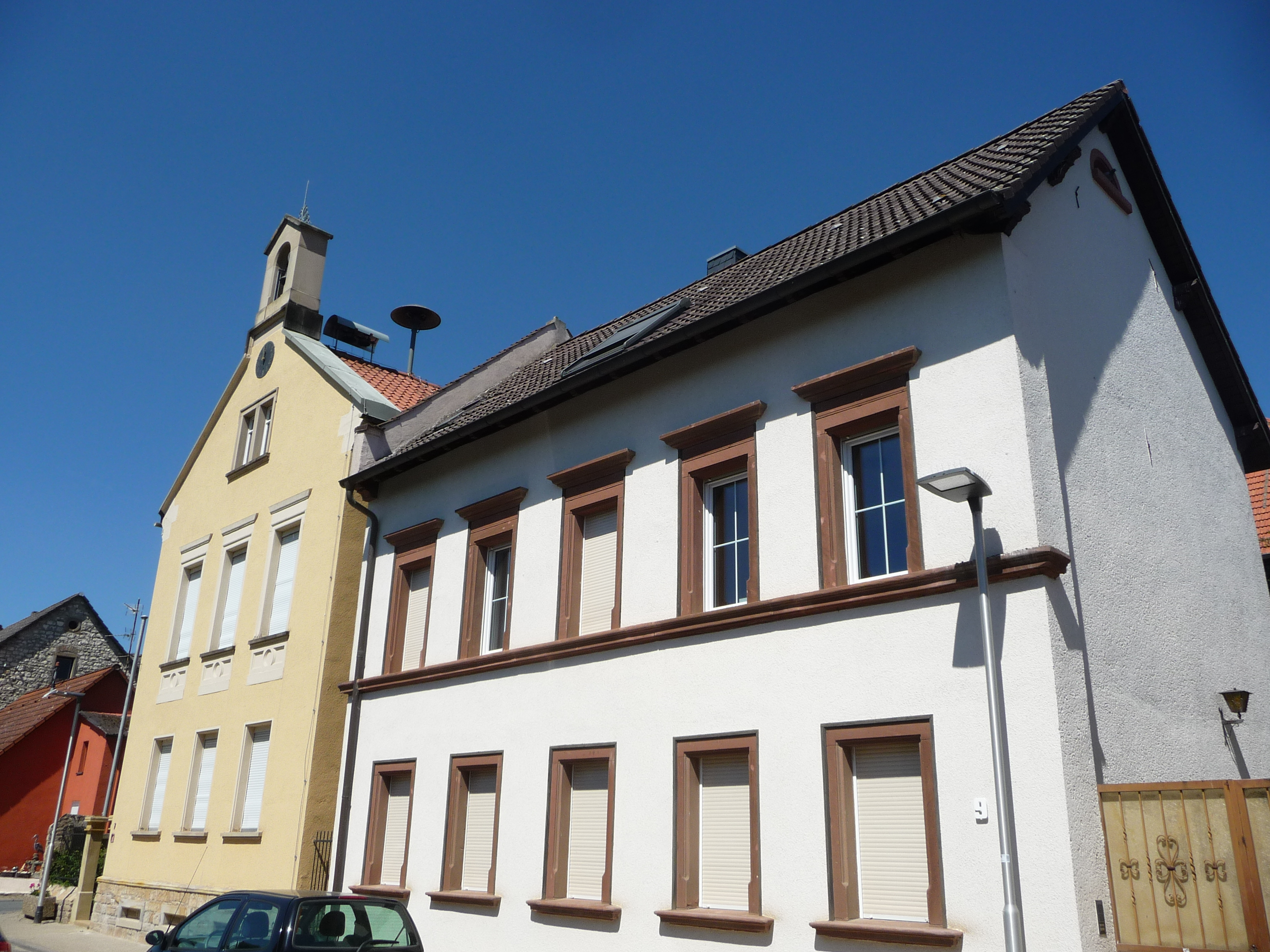
Ortsmitte

Schafhausen ist der älteste und zugleich kleinste Stadtteil von Alzey. Die Namensendung deutet auf die Gründung des Ortes in einer frühmittelalterlichen Ausbauphase der fränkischen Besiedlung. Gleichzeitig mit Alzey erfolgte in einer Urkunde von 897 die schriftliche Ersterwähnung in der Form Scafhuson, was so viel wie „Siedlung zu den Schafställen“ bedeutet, der zufolge Schafhausen zum Reichsgutkomplex um Alzey gehörte.
Siehe auch: Liste der Kulturdenkmäler in Alzey-Schafhausen

### Einwohnerentwicklung
- 1734: 13 Haushalte mit ca. 60 Personen
- 1802: 27 Haushalte mit 111 Einwohnern
- 1900: 45 Häuser mit 198 Einwohnern
- 2013: 330 Einwohner

## Politik

### Ortsbeirat
Schafhausen ist als Ortsbezirk ausgewiesen und besitzt deswegen einen Ortsbeirat und einen Ortsvorsteher.
Der Ortsbeirat besteht aus fünf Ortsbeiratsmitgliedern. Bei der Kommunalwahl am 9. Juni 2024 wurden die Beiratsmitglieder in einer personalisierten Verhältniswahl gewählt. Die Sitzverteilung im Ortsbeirat:
| Wahl | SPD | CDU | FWG | WGS * | Gesamt  |
| 2024 | 1   | 3   | –   | 1     | 5 Sitze |
| 2019 | 2   | 2   | 1   | –     | 5 Sitze |
| 2014 | 2   | 2   | 1   | –     | 5 Sitze |
| 2009 | 3   | 1   | 1   | –     | 5 Sitze |

Seit 2019 wird zwischen dem Ortsbeirat (mit parteiübergreifendem Konsens) auf der einen Seite unter Führung von Ortsvorsteherin Petra Sieker heftig mit der Stadt und privaten Investoren auf der anderen Seite um eine angemessene Bebauung der Brache Fohlenweide gerungen. Mit dem Argument des "Sich Einfügens" wurde im August 2020 gegen den ausdrücklichen Willen des Ortsbeirates eine Bauvoranfrage vom "Ausschuss für Bauen" der Stadt Alzey auf der Fohlenweide (Filleperchs) mit optisch sechs Mehrfamilienhäusern genehmigt, wo ursprünglich drei Einfamilienhäuser angedacht waren.

### Ortsvorsteher
- Manfred Stier (SPD) bis September 2004
- Rainer Bohrmann (SPD) September 2004 bis 2014
- Petra Sieker (CDU) seit 2014, Wiederwahl am 26. Mai 2019 mit einem Stimmenanteil von 51,28 %[9] und am 9. Juni 2024 mit 64,5 %.[10]

### Wappen
Der Schild ist geteilt und unten gespalten. Oben in Schwarz der wachsende rot-gekrönte und rot-bewehrte goldene Pfälzer Löwe. Unten rechts in Blau der goldene Hirte hinter liegendem silbernen Schaf auf grüner Wiese. Unten links in Gold eine grüne Rebe mit einer grünen Traube.
Der Pfälzer Löwe als Hinweis auf die Stadt Alzey. Der Hirte mit Schaf in Bezug auf die Ortssage. Die Weintraube wegen überwiegendem Weinanbau.

## Wirtschaft und Infrastruktur
Alzey-Schafhausen ist ein ländlich geprägter Weinbauort.

### Verkehr

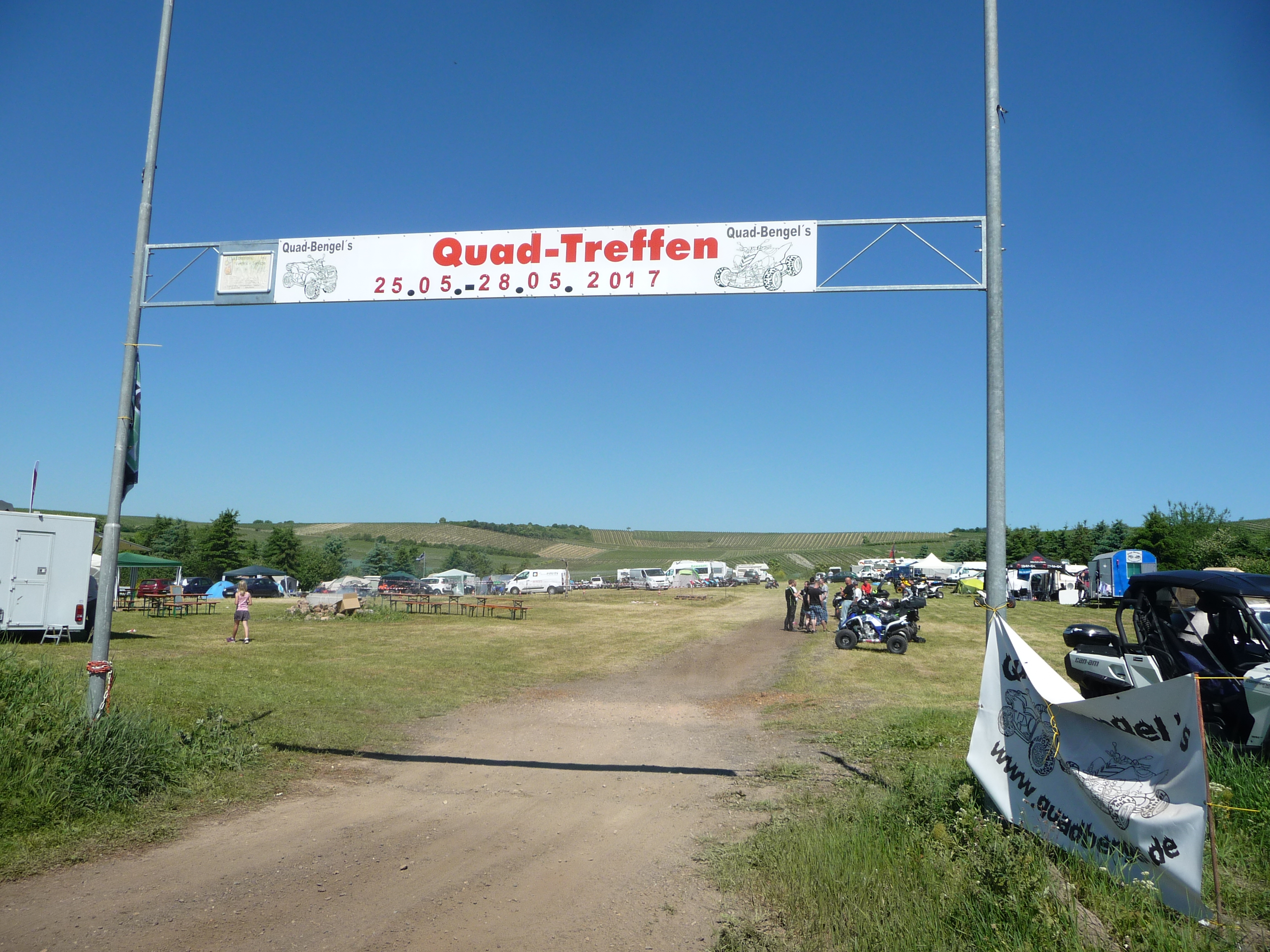
Quad-Treffen

Seit 1995 gibt es eine Umgehungsstraße südlich des Dorfes, so dass der Hauptverkehr von Alzey und der A 61 nach Framersheim bzw. Gau-Odernheim nicht mehr durch den kleinen Ort fahren muss. Die Umgehungsstraße L 406 ist Teil der Deutschen Alleenstraße und wurde teilweise auf der Trasse der Bahnstrecke Alzey–Bodenheim gebaut (im Volksmund Amiche genannt).
Der Stadtteil gehört dem Verkehrsverbund Rhein-Neckar (VRN) an. Für Verbindungen aus dem und in das Gebiet des Rhein-Nahe-Nahverkehrsverbunds (RNN) kann auch dieser Tarif bis Alzey angewendet werden. Hauptbusverbindung ist die Linie 660 Mainz–Alzey der ORN, an Schultagen kommen zusätzliche Fahrten nach Wörrstadt hinzu.